# Class 14
De Class 14 is een reeks kleine diesel-hydraulische locomotieven uit het midden van de jaren 60. In januari 1963 werden 26 locomotieven besteld, maar half 1963, nog voor het begin van de bouw, werd de bestelling vergroot tot 56 exemplaren. De reeks, met wielindeling 0-6-0, werd ontworpen voor materieeltransport tussen werkplaatsen en goederentransport over korte afstanden. Door het goede zicht vanuit de cabine en de dubbele stuurtafels was de reeks ook geschikt voor rangeerwerk.  De locomotieven werden gebouwd door de Swindon Works, de werkplaats van British Railways in Swindon (Wiltshire).

## Technische gegevens
De eerste locomotief van de reeks werd in juli 1964 afgeleverd. Bij de invoering van de computernummering (TOPS) kreeg de reeks van British Railways de aanduiding Class14. Spoorwegenthousiasten gaven hem de bijnaam Teddy Bear na een opmerking van George Cole, een voorman van van Swindon Works: "We've built the Great Bear, now we're going to build a Teddy Bear!"
De buitenzijde doet denken aan de Clayton Type 1 (Class 17) locomotieven, vooral door de middencabine met motorkappen aan beide zijden, maar dan wel met een 0-6-0-wielindeling in plaats van draaistellen zoals bij alle andere Type 1 locomotieven. De locomotieven waren voorzien van een Paxman Ventura 6YJXL zescilindermotor met een vermogen van 485 kW, verbonden met een Voith L217U hydraulische overbrenging en een Hunslet Engine Company versnellingsbak. De wielen zijn voorzien van koppelstangen, die op hun beurt worden aangedreven vanuit een aandrijfkast onder de cabine, tussen de tweede en derde as.

## Gebruik en behoud
Net als vele andere vroege reeksen diesellocomotieven van British Railways, had ook de Class 14 een zeer korte diensttijd, doordat de beoogde taken spoedig na ingebruikname vervielen. British Railways begon dan ook al half 1968 met het afstoten van locomotieven en de hele reeks was eind 1970 gesloopt of verkocht aan de industrie. Bij de industrie deden de meesten twee tot drie keer zo lang dienst als bij British Railways. Gedurende de jaren 70 liep echter ook de betreffende industrie, zoals mijnbouw, achteruit zodat de class 14 ook daar overtallig werd. Een aantal is een derde leven begonnen als historisch materieel op museumlijnen, waar ze ideaal bleken voor lichte reizigerstreinen en onderhoud van de infrastructuur.

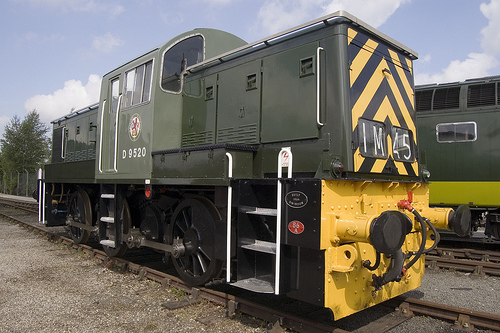
De D9520 als museumloc

Nogal ongebruikelijk voor een museumloc, werd de D9504 in 2005 door de beheerders verhuurd voor commerciële dienst bij de aanleg van de High Speed 1, de spoorlijn naar de Kanaaltunnel. De voornaamste taak was hier het rangeren en plaatsen van de 450 meter lange, uit 22 wagons bestaande betonpomptrein op het laatste stuk naar Londen St.Pancras.
De D9524 werd door BP Grangemouth van een nieuwe motor voorzien, maar een volgende eigenaar, Scottish RPS, plaatste weer een nieuwe motor en wijzigde het nummer, conform de BR-regels, in 14901. De 14091 rijdt nu met een Rolls-Royce DV8TCE motor van 640 pk).
De laatste van de reeks is de D9555 uit 1965, tevens de laatste locomotief die voor British Rail werd gebouwd in Swindon Works. De locomotief is tegenwoordig privé-eigendom en rijdt op haar oorspronkelijke route, de Dean Forest Railway in Gloucestershire.

## Overzicht
| Legenda: | Historisch materieel | Gesloopt | Geëxporteerd |

| Depots | Depots             |
| Code   | Depot              |
| ------ | ------------------ |
| 50B    | Hull Dairycoates   |
| CF     | Cardiff Canton TMD |
| LE     | Swansea Landore    |

| Locnummer | Laatste depot | Industrieel gebruik                                                     | Data                                        | Huidig                                                   |
| --------- | ------------- | ----------------------------------------------------------------------- | ------------------------------------------- | -------------------------------------------------------- |
| D9500     | CF            | NCB Ashington                                                           | 11/69—?                                     | Museumloc bij Peak Rail                                  |
| D9501     | CF            | -                                                                       | -                                           | Gesloopt bij C F Booth, Rotherham (juni 1968)            |
| D9502     | CF            | NCB Ashington                                                           | 07/69—?                                     | Museumloc bij East Lancs Railway                         |
| D9503     | 50B           | BSC Harlaxton BSC Corby Steelworks                                      | 11/68—07/74 07/74—09/80                     | Gesloopt bij BSC Corby (09/80)                           |
| D9504     | 50B           | NCB Philadelphia NCB Bolden NCB Burradon NCB Ashington                  | 11/68—08/73 08/73—12/74 01/75—09/81 09/81—? | Museumloc bij Kent & East Sussex Railway                 |
| D9505     | 50B           | APCM Hope, Derbyshire                                                   | 09/68—05/75                                 | Geëxporteerd naar Brugge, België (mei 1975)              |
| D9506     | CF            | -                                                                       | -                                           | Gesloopt bij Arnott Young Ltd., Parkgate (mei 1968)      |
| D9507     | 50B           | BSC Corby Steelworks                                                    | 11/68—09/82                                 | Gesloopt bij BSC Corby (september 1982)                  |
| D9508     | LE            | NCB Ashington                                                           | 03/69—01/84                                 | Gesloopt bij D. Short, North Shields (januari 1984)      |
| D9509     | CF            | -                                                                       | -                                           | Gesloopt bij G Cohen Ltd., Kettering (november 1970)     |
| D9510     | 50B           | BSC Buckminster BSC Corby Steelworks                                    | 12/68—06/72 06/72—08/82                     | Gesloopt bij BSC Corby (augustus 1982)                   |
| D9511     | 50B           | NCB Ashington                                                           | 11/68—07/79                                 | Gesloopt bij NCB Ashington (juli 1979)                   |
| D9512     | 50B           | BSC Buckminster BSC Corby Steelworks                                    | 12/68—09/72 09/72—02/82                     | Gesloopt bij BSC Corby (februari 1982)                   |
| D9513     | CF            | Arnott Young Ltd., Parkgate NCB Crigglestone NCB Astley NCB Ashington   | 07/68—11/68 11/68—09/69 09/69—10/73 01/74—? | Museumloc bij Embsay & Bolton Abbey Steam Railway        |
| D9514     | CF            | NCB Ashington                                                           | 07/69—12/85                                 | Gesloopt bij NCB Ashington (december 1985)               |
| D9515     | 50B           | BSC Buckminster BSC Corby Steelworks Hunslet Ltd                        | 11/68—09/72 09/72—12/81 12/81—07/82         | Geëxporteerd naar Charmartin, Madrid, Spanje (juli 1982) |
| D9516     | 50B           | BSC Corby Steelworks                                                    | 11/68—10/81                                 | Museumloc bij Didcot Railway Centre                      |
| D9517     | CF            | NCB Ashington                                                           | 11/69—01/84                                 | Gesloopt bij D. Short, North Shields (januari 1984)      |
| D9518     | CF            | NCB Ashington                                                           | 06/69—??/87                                 | Museumloc bij West Somerset Railway                      |
| D9519     | CF            | -                                                                       | -                                           | Gesloopt bij G Cohen Ltd., Kettering (november 1970)     |
| D9520     | 50B           | BSC Corby Steelworks                                                    | 12/68—03/81                                 | Museumloc bij Nene Valley Railway                        |
| D9521     | LE            | NCB Ashington                                                           | 03/70—11/84                                 | Museumloc bij Dean Forest Railway                        |
| D9522     | CF            | -                                                                       | -                                           | Gesloopt bij Arnott Young Ltd., Parkgate (mei 1968)      |
| D9523     | 50B           | BSC Corby Steelworks                                                    | 12/68—10/81                                 | Museumloc bij Derwent Valley Light Railway, York         |
| D9524     | LE            | BP Grangemouth                                                          | 07/70—9/81                                  | Bewaard gebleven                                         |
| D9525     | 50B           | NCB Philadelphia NCB Ashington                                          | 11/68—03/75 03/75—10/87                     | Bewaard gebleven                                         |
| D9526     | CF            | APCM Westbury                                                           | 01/70—4/80                                  | Museumloc bij West Somerset Railway                      |
| D9527     | CF            | NCB Ashington                                                           | 07/69—01/84                                 | Gesloopt bij D. Short, North Shields (januari 1984)      |
| D9528     | CF            | NCB Ashington                                                           | 03/69—12/81                                 | Gesloopt bij D. Short, North Shields (december 1981)     |
| D9529     | 50B           | BSC Buckminster BSC Corby Steelworks (as No. 61) Bardon Hill Quarry     | 08/68—9/72 09/72—03/81 02/09—06/10          | Bewaard gebleven                                         |
| D9530     | CF            | Gulf Oil Co.Ltd., Waterston NCB Mardy Colliery NCB Tower Colliery       | 09/69—10/75 10/75—08/82 08/82               | Gesloopt bij NCB Tower Colliery (augustus 1982)          |
| D9531     | CF            | Arnott Young Ltd., Parkgate NCB Crigglestone NCB Burradon NCB Ashington | 07/68—11/68 11/68—10/73 10/73—04/74 04/74—? | Museumloc bij East Lancashire Railway                    |
| D9532     | 50B           | BSC Corby Steelworks                                                    | 11/68—02/82                                 | Gesloopt bij BSC Corby (februari 1982)                   |
| D9533     | 50B           | BSC Corby Steelworks                                                    | 12/68—09/82                                 | Gesloopt bij BSC Corby (september 1982)                  |
| D9534     | 50B           | APCM Hope, Derbyshire                                                   | 10/68—05/75                                 | Geëxporteerd naar Brugge, België (mei 1975)              |
| D9535     | CF            | NCB Burradon NCB Backworth NCB Ashington                                | 11/70 — 01/76 01/76—09/80 09/80 — 01/84     | Gesloopt bij NCB Ashington (januari 1984)                |
| D9536     | LE            | NCB Ashington                                                           | 03/70—12/85                                 | Gesloopt bij NCB Ashington (december 1985)               |
| D9537     | 50B           | BSC Corby Steelworks                                                    | 11/68—11/82                                 | Museumloc bij East Lancashire Railway                    |
| D9538     | LE            | Shell-Mex & BP Ltd., Shellhaven BSC Ebbw Vale BSC Corby Steelworks      | 04/70—2/71 02/71—04/76 04/76—9/82           | Gesloopt bij BSC Corby (september 1982)                  |
| D9539     | 50B           | BSC Corby Steelworks                                                    | 10/68—02/83                                 | Museumloc bij Ribble Steam Railway                       |
| D9540     | 50B           | NCB Philadelphia NCB Burradon NCB Ashington                             | 11/68—11/71 11/71—06/72 06/72—01/84         | Gesloopt bij D. Short, North Shields (januari 1984)      |
| D9541     | 50B           | BSC Harlaxton BSC Corby Steelworks                                      | 11/68—08/74 08/74-08/82                     | Gesloopt bij BSC Corby (augustus 1982)                   |
| D9542     | 50B           | BSC Corby Steelworks                                                    | 12/68—08/82                                 | Gesloopt bij BSC Corby (augustus 1982)                   |
| D9543     | 50B           | -                                                                       | -                                           | Gesloopt bij C F Booth, Rotherham (november 1968)        |
| D9544     | 50B           | BSC Corby Steelworks                                                    | 11/68—09/80                                 | Gesloopt bij BSC Corby (september 1980)                  |
| D9545     | 50B           | NCB Ashington                                                           | 11/68—07/79                                 | Gesloopt door D. Short, North Shields (juli 1979)        |
| D9546     | 50B           | -                                                                       | -                                           | Gesloopt bij C F Booth, Rotherham (november 1968)        |
| D9547     | 50B           | BSC Corby Steelworks                                                    | 12/68—08/82                                 | Gesloopt bij BSC Corby (augustus 1982)                   |
| D9548     | 50B           | BSC Harlaxton BSC Corby Steelworks Hunslet Ltd                          | 11/68—08/74 08/74—11/80 11/80 — 07/82       | Geëxporteerd naar Charmartin, Madrid, Spanje (juli 1982) |
| D9549     | 50B           | BSC Corby Steelworks Hunslet Ltd                                        | 11/68—11/81 11/81—7/82                      | Geëxporteerd naar Charmartin, Madrid, Spanje (juli 1982) |
| D9550     | 50B           | -                                                                       | -                                           | Gesloopt bij C F Booth, Rotherham (november 1968)        |
| D9551     | 50B           | BSC Corby Steelworks                                                    | 12/68—06/81                                 | Museumloc bij Severn Valley Railway                      |
| D9552     | 50B           | BSC Buckminster BSC Corby Steelworks                                    | 09/68—06/72 06/72—09/80                     | Gesloopt bij BSC Corby (september 1980)                  |
| D9553     | 50B           | BSC Corby Steelworks                                                    | 11/68—?                                     | Museumloc bij Gloucestershire Warwickshire Railway       |
| D9554     | 50B           | BSC Corby Steelworks                                                    | 11/68—08/82                                 | Gesloopt bij BSC Corby (augustus 1982)                   |
| D9555     | LE            | NCB Burradon NCB Ashington                                              | 03/70 — 02/75 02/76—??/87                   | Museumloc bij Dean Forest Railway                        |